# Kastträ

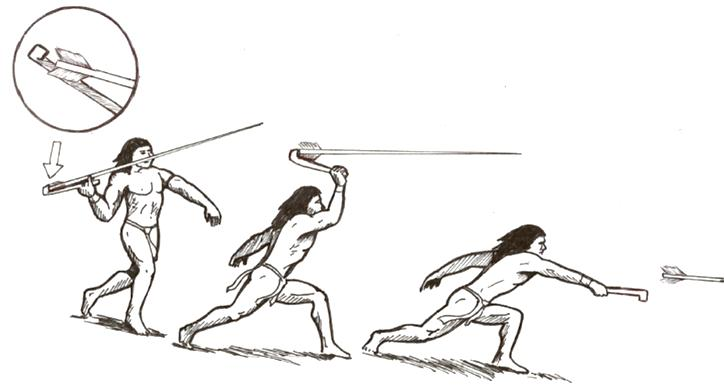
Kastpil som kastas med kastträ.

Kastträ eller spjutslunga är ett hos flera olika naturfolk använt redskap, en kort stav, för att nå större kraft vid kast av kastpil, spjut eller harpun.
Kastträt fungerar som en förlängning av armen. Bakre ändan är anpassad till spjutets bas genom en hake, som griper in i denna eller genom ett hål som motsvarar en tapp i spjutbasen, men det finns även mellanformer. Kastträt är troligen mänsklighetens äldsta komplexa jaktvapen, troligen äldre än pilbågen. Det är känt från paleolitisk tid i Europa, men har även senare använts i Australien, på Nya Guinea, bland inuiter samt bland såväl Nord- som Sydamerikas indianer.
Bland aztekerna användes kastträn som kallas atlatl.  Den australiska varianten kallas woomera.

## Galleri

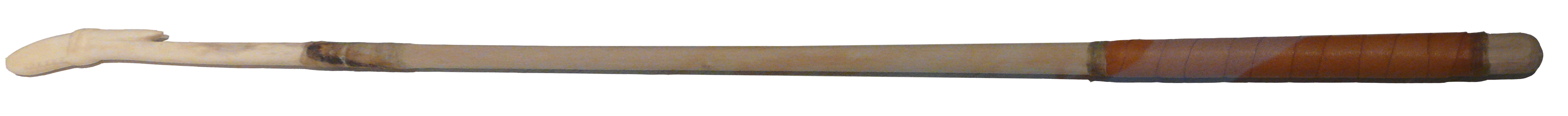
Rekonstruktion av 12.000 år gammalt kastträ i Neanderthal-Museum, Mettmann.
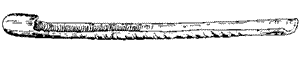
Atl-atl.
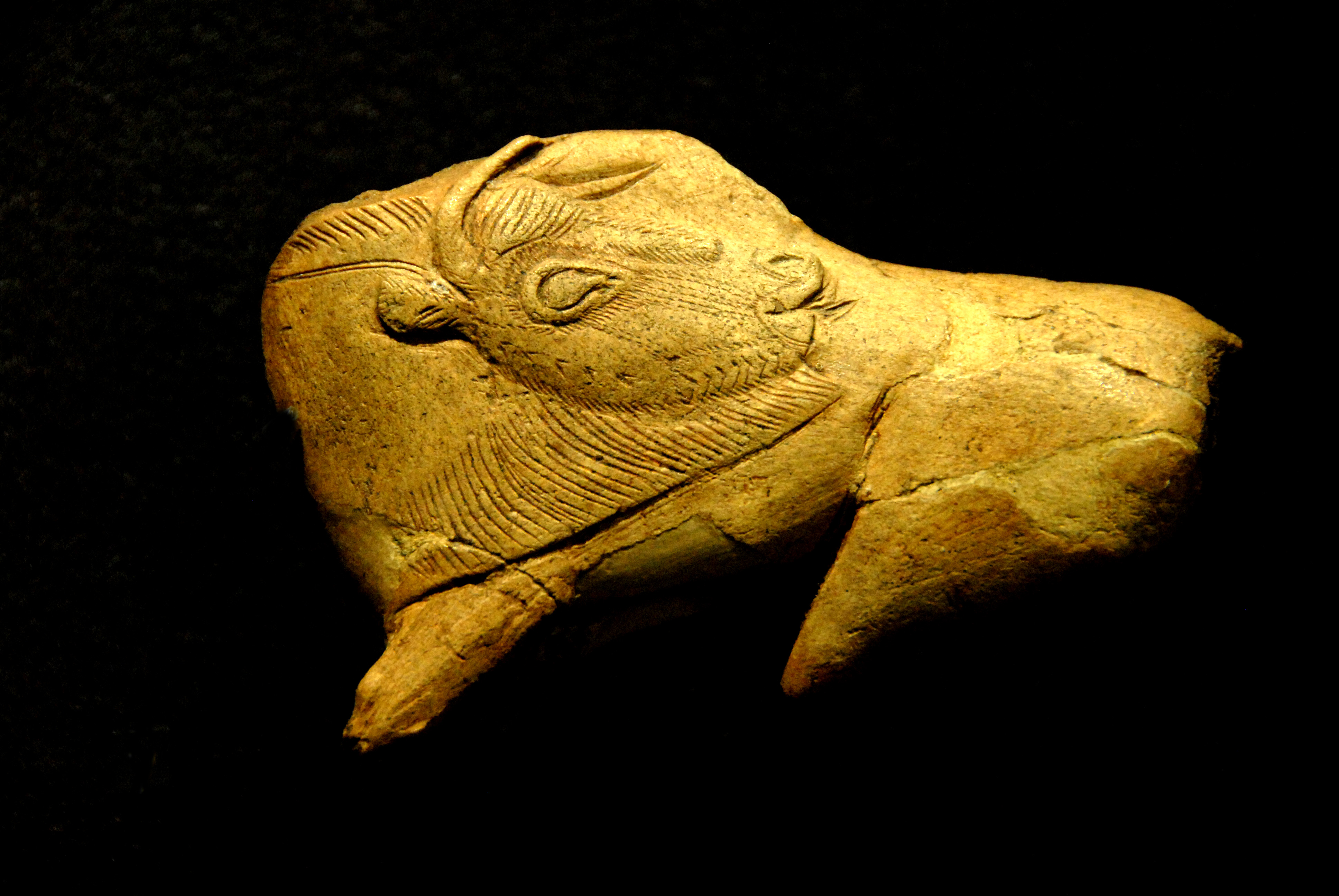
Bison som slickar ett insektsbett, 10 centimeter, snidad av fragment av kastträ i renhorn eller -ben, 22.000–14.000 år gammal, funnen i La Madeleinegrottan i Frankrike.